# Сарпинка

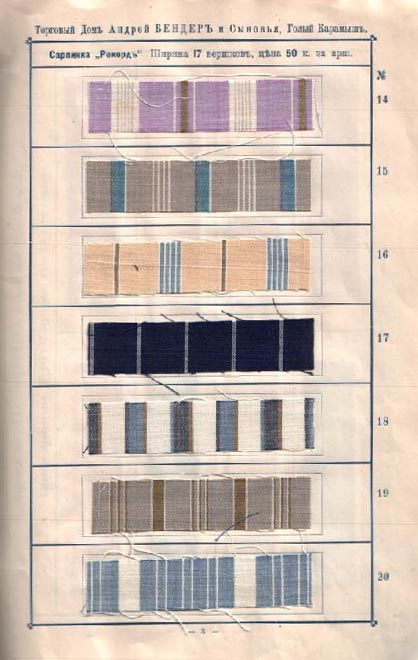
Страница из альбома сарпинок торгового дома "Андрей Бендеръ и сыновья"

Сарпи́нка — лёгкая хлопчатобумажная ткань (холстик) полотняного переплетения, с полосатым или клетчатым рисунком. Изготавливается из тонкой (60—80), заранее крашенной пряжи. Внешне похожа на ситец.
Изготовлялась главным образом поволжскими немцами-колонистами.

## Ленин о сарпиночном промысле
«Сарпиночный промысел в Камышинском уезде Саратовской губ. [представляет собой капиталистическую мануфактуру с совершенно аналогичной организацией.] По „Указателю“ за 1890 г. здесь была 31 „фабрика“ с 4250 рабочими, с суммой производства 265 тыс. руб., а по „Перечню“ — 1 „раздаточная контора“ с 33 рабочими в заведении, с суммой производства в 47 тыс. руб. (Значит, в 1890 г. смешаны были рабочие в заведении и на стороне!) По местным исследованиям, производство сарпинки занимало в 1888 г. около 7000 станов с суммой производства в 2 млн руб., „причем всем делом заправляют несколько фабрикантов“, на которых и работают „кустари“, в том числе дети 6-7 лет за плату 7-8 коп. в день („Отч. и иссл.“, т. I). Центр этого промысла — Сосновская волость… Капиталистическая мануфактура и здесь, след., создала промышленные центры, отрывающие рабочих от земли». (В. И. Ленин)

## Этимологияслова
Название ткани происходит от места преимущественного производства — в Саратовской губернии, где проживали немцы, и протекала река Сарпа.